# Grave (Holandia)
Grave – miasto i gmina w południowej Holandii (prowincja Brabancja Północna). Liczy ok. 12 tys. mieszkańców (2008).